# Patrik Gregora
Patrik Gregora (* 6. März 1993 in Bratislava) ist ein slowakischer Fußballspieler.

## Karriere
Gregora begann seine Karriere beim ŠK Slovan Bratislava. Im August 2012 debütierte er für die Profis von Slovan in der Corgoň liga, als er am sechsten Spieltag der Saison 2012/13 gegen den FK Senica in der 87. Minute für Filip Hlohovský eingewechselt wurde. Dies blieb sein einziger Einsatz für Slovan Bratislava. Zur Saison 2013/14 wechselte er zum Zweitligisten ŠTK Šamorín, für den er neun Spiele absolvierte.
Im Januar 2014 wechselte er nach Norwegen zum unterklassigen Stord IL. Im August 2014 kehrte er in die Slowakei zurück und wechselte zum Erstligisten FC Zlaté Moravce, für den er jedoch zu keinem Einsatz kam. Im Januar 2015 kehrte er zu Slovan Bratislava zurück, wo er zu sechs Einsätzen für die zweitklassige Reservemannschaft kam. Zur Saison 2015/16 wechselte Gregora nach Tschechien zum Zweitligisten FK Slavoj Vyšehrad. Für den Verein kam er in jener Saison zu neun Einsätzen in der FNL.
Nach einer Saison in Tschechien wechselte er zur Saison 2016/17 nach Italien zur viertklassigen US Civitanovese. Nach neun Einsätzen für Civitanovese wechselte er im Dezember 2016 zum ebenfalls viertklassigen FCD Altovicentino, für den er bis Saisonende 18 Spiele in der Serie D absolvierte. Zur Saison 2017/18 schloss sich Gregora dem österreichischen Regionalligisten SC Neusiedl am See an. In seinen eineinhalb Jahren im Burgenland kam er zu 43 Einsätzen in der Regionalliga, in denen er zwei Tore erzielte.
Im Januar 2019 wechselte er zu den ebenfalls drittklassigen Amateuren des Bundesligisten FC Admira Wacker Mödling. Nach acht Einsätzen für die Amateure stand er im Mai 2019 gegen den SCR Altach erstmals im Kader der Profis.